# Авария на атомна подводница К-431
Аварията на атомна подводница „К-431“ в залива Чажма е радиационен инцидент, случил се на 10 август 1985 г. на атомна подводница от съветския Тихоокеански флот, който завършва с човешки жертви и радиоактивно замърсяване на околната среда.

## Предистория
К-431 е атомна подводница от състава на тихоокеанския флот на СССР. Пусната е на вода на 8 септември 1964 г. Задвижва се от 2 атомни реактора ВМ-А с мощност 72 MW всеки. В началото на август 1985 г. подводницата се намира на кей 2 в кораборемонтния завод №30 в залива Чажма за извършване подмяна на ядреното гориво. За целта до подводницата е закрепена плаваща работилница ПМ-133, специално оборудвана за извършване на операциите по презареждане с ядреното гориво. Презареждането на първия реактор завършва по план. След поставяне на всички елементи в активната зона на реактора и поставяне на капака, същият се подлага на хидравлични изпитания. Изпитанията минават успешно.

## Аварията
На 9 август същата процедура се повтаря и с другия реактор, но хидравличните изпитания се провалят. Офицерите били длъжни да съобщят за неуспеха на Главното техническо управление на Тихоокеанския флот, но те решават, че могат да се справят с проблема сами. След приключване на работния ден те решават на следващия ден да установят причината за нехерметичността на реактора. По-късно се оказва, че парче електрод е причината. Повторното вдигане на капака на реактора обаче се извършва в нарушение на технологичните изисквания и без да се използва специалната техника, с която се осигурява равномерното повдигане на капака. В резултат на това контролните пръти заклинват в капака и започват да се издигат заедно с него. При вдигане на капака контролните пръти се намират в критично положение. Точно в този момент (една от версиите) в залива навлиза торпеден катер с висока скорост (11 – 12 възела), с което предизвиква вълна. Вследствие на вълната кранът на плаващата работилница ПМ-133 вдига още по-високо капака на реактора, като контролните пръти излизат напълно от активната зона на реактора. Започва неконтролирана верижна реакция, съпроводена от термична експлозия, която разрушава активната зона на реактора. Последва втори, по-мощен взрив, който изхвърля 12-тонния капак на реактора на няколкостотин метра. В резултат от взрива възниква пожар и в атмосферата се изпускат големи количества радиоактивни вещества с нива на радиоактивност около 6 милиона кюри, които се разпръскват на територия 150 m от мястото на взрива. Намиращите се в реакторния отсек 8 офицери и 2 матроси загиват мигновено. Според намерения златен пръстен на един от загиналите офицери, нивото на радиацията в центъра на взрива е била 90 000 R/h.

## Действия за локализиране на аварията
С потушаването на пожара веднага се заемат служителите на плаващата работилница ПМ-133 и екипажът на подводница К-42, която е била непосредствено до К-431. Но членовета на екипажа са неподготовени – нямат нито специално облекло, нито специална техника. Пожарът е локализиран за два и половина часа. Специалисти (аварийните екипи на тихоокеанския флот) пристигат 3 часа след взрива. В резултат на несъгласувани действия ликвидаторите престояват на заразената територия до два часа през нощта в очакване на нови комплекти облекла, с които да се сменят заразените.
Скоро се установява, че подводницата потъва вследствие пробойна по корпуса ѝ. При падането си капакът на реактора пробива корпуса и в реакторния отсек започва да нахлува вода. Дълбочината на кея била 15 m. За да се избегне потъване на подводницата и непоправима екологична катастрофа, дошлите аварийни екипи решават да изтеглят подводницата на по-плитко място в залива. Преди това буксирите отделят плаващата работилница ПМ-133 от взривилата се подводница и я отвеждат за обеззаразяване, след което се връщат и местят К-431. С помощта на два плаващи крана подвигат кърмата на подводницата и се преминава към изпомпване на водата от реакторния отсек. Поставят няколко потопяеми помпи за изпомпване. Един от офицерите, рискувайки живота си, влиза в реакторния отсек и поставя помпа на самото дъно на отсека. След пълното осушаване на реакторния отсек на следващия ден се преминава към отстраняване на пробойната в корпуса и после – към запълване на отсека с бетон.
На мястото на аварията е установен режим на информационна блокада, заводът е отцепен, пропускателният режим – усилен. Изключена е връзката на селището с външния свят. При това не е проведена никаква предупредителна или разяснителна работа с населението, вследствие на което жителите получава определена доза радиационно облъчване.
Известно е, че общо в резултат от аварията са пострадали 290 души. От тях десет загиват при аварията, при други десет е констатирана остра лъчева болест, а при 39 – т. нар. лъчева реакция.